# Guisande (Cabana de Bergantiños)
Guisande es una aldea española situada en la parroquia de Anós, del municipio de Cabana de Bergantiños, en la provincia de La Coruña, Galicia.

## Demografía
| Gráfica de evolución demográfica de Guisande entre 2000 y 2019 |
|                                                                |
| Datos según el nomenclátor publicado por el INE.               |